# 第五国际

爭取第五國際聯盟標誌

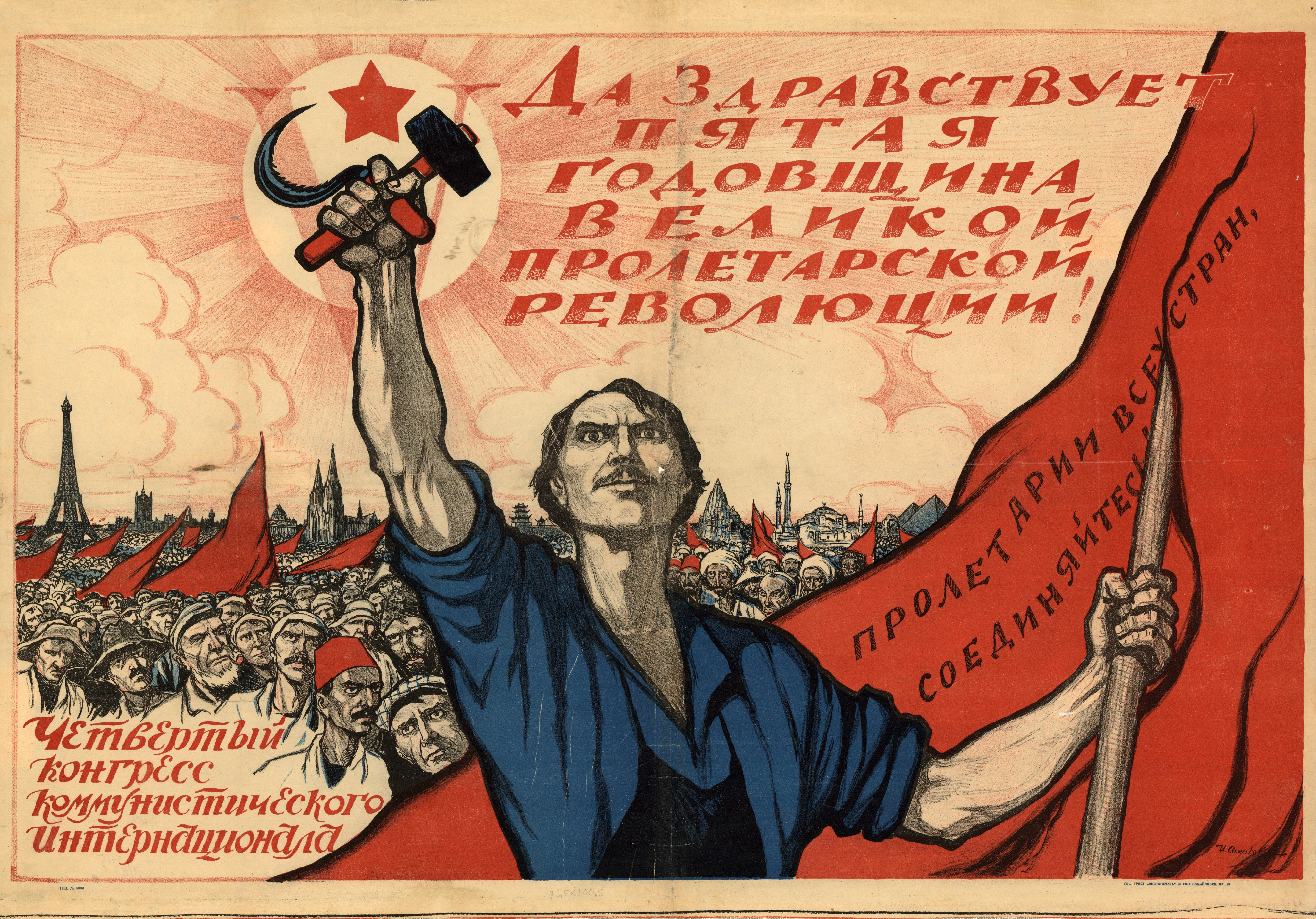
纪念十月革命五周年和共产国际第四次代表大会召开的苏俄海报

第五国际（英語：Fifth International）不是一个单一的组织，而是一个用以泛指各社会主义流派计划或尝试创建的新的国际工人组织的术语。

## 过去的“国际”
1. 第一国际：在卡尔·马克思和弗里德里希·恩格斯的指导下，1864年创建于伦敦的国际工人协会，1876年解散；
2. 第二国际：在弗里德里希·恩格斯的指导下，1889年创建于巴黎的社会主义国际，1916年解散；
3. 第三国际：在弗拉基米尔·列宁的指导下，1919年创建于莫斯科的共产国际，1943年解散；
4. 第四国际：在列夫·托洛茨基的指导下，1938年创建于巴黎的世界社会主义革命党，现今仍然存在。

## 建立第五国际的呼吁和努力
1938年11月，即第四国际第一次大会举行两个月后，在巴塞罗那受审的马克思主义统一工人党七名成员宣布他们支持建立“一个战斗的第五国际”。1941年，阿根廷托洛茨基主义者利博里奥·胡斯托脱离托派组织时也提出了建立第五国际的主张。1965年，林登·拉罗奇退出第四国际时也呼吁建立第五国际。1994年，亲近争取社会主义未来运动的几个非常小的前托洛茨基主义者小组建立了“共产主义者第五国际”。1990年代后期，一个名为“争取革命共产主义国际运动”的小型托洛茨基主义国际组织更名为“争取第五国际联盟”。